# Sinyar
I Sinyar sono i membri di una minoranza etnica che vive in Ciad, ed anticamente anche nella regione del Darfur Occidentale in Sudan.
Molti di loro parlano la lingua sinyar, che appartiene alla famiglia linguistica delle Lingue nilo-sahariane, ramo lingue sudaniche centrali.
Sono di religione islamica e culturalmente sono apparentati col popolo Fur.